# Liste der Bodendenkmäler in Cham (Oberpfalz)
Auf dieser Seite sind die Bodendenkmäler in der Oberpfälzer Gemeinde Cham zusammengestellt. Diese Tabelle ist eine Teilliste der Liste der Bodendenkmäler in Bayern. Grundlage ist die Bayerische Denkmalliste, die auf Basis des Bayerischen Denkmalschutzgesetzes vom 1. Oktober 1973 erstmals erstellt wurde und seither durch das Bayerische Landesamt für Denkmalpflege geführt wird. Die folgenden Angaben ersetzen nicht die rechtsverbindliche Auskunft der Denkmalschutzbehörde.

## Bodendenkmäler in Cham
| Lage       | Objekt                                                                                      | Akten-Nr.     | Bild |
| ---------- | ------------------------------------------------------------------------------------------- | ------------- | ---- |
| (Standort) | Mesolithische Freilandstation.                                                              | D-3-6741-0001 |      |
| (Standort) | Siedlungen der Bronzezeit, der Spätlatènezeit, der Völkerwanderungszeit                     | D-3-6741-0004 |      |
| (Standort) | Mesolithische Freilandstation, Siedlungen der Bronzezeit und der Frühlatènezeit.            | D-3-6741-0005 |      |
| (Standort) | Archäologische Befunde im Bereich von Schloss Thierlstein, zuvor mittelalterliche Burg.     | D-3-6741-0057 |      |
| (Standort) | Mesolithische Freilandstation.                                                              | D-3-6741-0059 |      |
| (Standort) | Mesolithische Freilandstation.                                                              | D-3-6741-0060 |      |
| (Standort) | Mesolithische Freilandstation.                                                              | D-3-6741-0062 |      |
| (Standort) | Mesolithische Freilandstation, Siedlung der vorgeschichtlichen Metallzeiten.                | D-3-6741-0063 |      |
| (Standort) | Mesolithische Freilandstation.                                                              | D-3-6741-0064 |      |
| (Standort) | Mesolithische Freilandstation.                                                              | D-3-6741-0066 |      |
| (Standort) | Mesolithische Freilandstation.                                                              | D-3-6741-0067 |      |
| (Standort) | Mittelalterlicher Turmhügel.                                                                | D-3-6741-0068 |      |
| (Standort) | Mesolithische Freilandstation.                                                              | D-3-6741-0073 |      |
| (Standort) | Mesolithische Freilandstation.                                                              | D-3-6741-0074 |      |
| (Standort) | Archäologische Befunde im Bereich des ehem. Schlosses von Cham                              | D-3-6741-0083 |      |
| (Standort) | Archäologische Befunde im Bereich des ehem. Schlosses und der Kath. Filialkirche            | D-3-6741-0085 |      |
| (Standort) | Mittelalterlicher Erdstall.                                                                 | D-3-6741-0150 |      |
| (Standort) | Untertägige Befunde der frühen Neuzeit im Bereich der Kath. Wallfahrtskapelle               | D-3-6741-0156 |      |
| (Standort) | Untertägige Befunde einer abgegangenen frühneuzeitlichen Kapelle.                           | D-3-6741-0161 |      |
| (Standort) | Archäologische Befunde der frühen Neuzeit                                                   | D-3-6741-0162 |      |
| (Standort) | Archäologische Befunde des Mittelalters und der frühen Neuzeit im Bereich der Kath. Kirche  | D-3-6741-0169 |      |
| (Standort) | Wüstung „Piedensdorf“, untertägige Befunde des abgebrochenen Schlosses                      | D-3-6742-0006 |      |
| (Standort) | Spätpaläolithische und mesolithische Freilandstation.                                       | D-3-6742-0007 |      |
| (Standort) | Archäologische Befunde im Bereich der mittelalterlichen Burgruine „Ödenturm“.               | D-3-6742-0008 |      |
| (Standort) | Spätpaläolithische und mesolithische Freilandstation.                                       | D-3-6742-0010 |      |
| (Standort) | Abschnittsbefestigung vor- und frühgeschichtlicher Zeitstellung.                            | D-3-6742-0011 |      |
| (Standort) | Mittelalterlicher Burgstall, frühmittelalterliche Höhensiedlung, archäologische Befunde     | D-3-6742-0016 |      |
| (Standort) | Wallanlagen vor- und frühgeschichtlicher Zeitstellung.                                      | D-3-6742-0017 |      |
| (Standort) | Früh- und hochmittelalterliche Wüstung mit weitgehend verebnetem Turmhügel.                 | D-3-6742-0021 |      |
| (Standort) | Archäologische Befunde im Bereich des frühneuzeitlichen Schlosses                           | D-3-6742-0028 |      |
| (Standort) | Mittelalterlicher Burgstall.                                                                | D-3-6742-0033 |      |
| (Standort) | Mesolithische Freilandstation.                                                              | D-3-6742-0047 |      |
| (Standort) | Mittelalterlicher Erdstall.                                                                 | D-3-6742-0048 |      |
| (Standort) | Mesolithische Freilandstation.                                                              | D-3-6742-0051 |      |
| (Standort) | Grabhügel vorgeschichtlicher Zeitstellung.                                                  | D-3-6742-0052 |      |
| (Standort) | Grabhügel vorgeschichtlicher Zeitstellung.                                                  | D-3-6742-0053 |      |
| (Standort) | Früh- und hochmittelalterliche Wüstung der Reichsburg Cham mit zugehöriger Wallanlage.      | D-3-6742-0060 |      |
| (Standort) | Spätpaläolithische und mesolithische Freilandstation, Siedlungen der Urnenfelderzeit        | D-3-6742-0061 |      |
| (Standort) | Archäologische Befunde des Mittelalters und der frühen Neuzeit                              | D-3-6742-0067 |      |
| (Standort) | Archäologische Befunde des Mittelalters und der frühen Neuzeit im historischen Stadtkern    | D-3-6742-0076 |      |
| (Standort) | Mittelalterliche und frühneuzeitliche Richtstätte von Cham                                  | D-3-6742-0077 |      |
| (Standort) | Untertägige Befunde der abgegangenen mittelalterlichen Kirche St. Nikolaus in Altenstadt    | D-3-6742-0082 |      |
| (Standort) | Spätpaläolithische Freilandstation, Siedlungen der Frühbronzezeit und des Frühmittelalters. | D-3-6742-0083 |      |
| (Standort) | Mittelalterlicher Erdstall.                                                                 | D-3-6742-0084 |      |
| (Standort) | Untertägige Befunde der abgegangenen mittelalterlichen und frühneuzeitlichen Kirche         | D-3-6742-0086 |      |
| (Standort) | Siedlung vor- und frühgeschichtlicher Zeitstellung.                                         | D-3-6742-0087 |      |
| (Standort) | Grabhügel vorgeschichtlicher Zeitstellung.                                                  | D-3-6742-0089 |      |
| (Standort) | Archäologische Befunde im Bereich des ehem. Schlosses von Hof                               | D-3-6742-0133 |      |
| (Standort) | Archäologische Befunde des Mittelalters und der frühen Neuzeit im Bereich der Kath. Kirche  | D-3-6742-0148 |      |
| (Standort) | Archäologische Befunde der frühen Neuzeit im Bereich der Kath. Spitalkirche Hl. Geist       | D-3-6742-0149 |      |
| (Standort) | Mittelalterlicher Erdstall.                                                                 | D-3-6742-0150 |      |
| (Standort) | Mittelalterlicher Erdstall.                                                                 | D-3-6742-0151 |      |
| (Standort) | Archäologische Befunde des Mittelalters und der frühen Neuzeit im Bereich des Stadtteils    | D-3-6742-0154 |      |
| (Standort) | Untertägige Befunde der mittelalterlichen und frühneuzeitlichen Stadtbefestigung von Cham   | D-3-6742-0157 |      |
| (Standort) | Archäologische Befunde des Mittelalters und der frühen Neuzeit im Bereich der Kath. Kirche  | D-3-6742-0181 |      |
| (Standort) | Siedlungen der Urnenfelderzeit, der Hallstattzeit, der Spätlatènezeit                       | D-3-6742-0182 |      |
| (Standort) | Archäologische Befunde der aufgelassenen früh- und hochmittelalterlichen Außensiedlung      | D-3-6742-0191 |      |
| (Standort) | Siedlungen der Jungsteinzeit und des Frühmittelalters.                                      | D-3-6842-0011 |      |
| (Standort) | Grabhügel vorgeschichtlicher Zeitstellung.                                                  | D-3-6842-0012 |      |
| (Standort) | Untertägige Befunde des abgegangenen frühneuzeitlichen Schlosses von Schachendorf           | D-3-6842-0030 |      |
| (Standort) | Archäologische Befunde im Bereich des frühneuzeitlichen Schlosses von Gutmaning             | D-3-6842-0031 |      |
| (Standort) | Archäologische Befunde des Mittelalters und der frühen Neuzeit im Bereich der Kath. Kirche  | D-3-6842-0036 |      |
| (Standort) | Mittelalterlicher Erdstall.                                                                 | D-3-6842-0040 |      |
| (Standort) | Archäologische Befunde der frühen Neuzeit im Bereich der Kath. Wallfahrtskirche             | D-3-6842-0045 |      |